# Pseudophorellia reducta
Pseudophorellia reducta är en tvåvingeart som beskrevs av Allen L.Norrbom 2006. Pseudophorellia reducta ingår i släktet Pseudophorellia och familjen borrflugor. Inga underarter finns listade i Catalogue of Life.